# ハーブ・ルバーリン
ハーブ・ルバーリン（Herb Lubalin, 1918年3月17日 - 1981年5月24日）は、アメリカの著名なグラフィックデザイナー、タイポグラファー（書体デザイナー）。ラルフ・ギンズバーグと共同でエロス誌（Eros）、ファクト誌（Fact）、アヴァンギャルド誌（Avant Garde）などの雑誌を手掛け、雑誌のクリエーティブ面やデザイン面を担っていた。アヴァンギャルド誌のためにITCアヴァンギャルド（ITC Avant Garde）というフォントをデザインした。この個性的なフォントはアール・デコのポストモダン的解釈であると称され、1990年代から2000年代にかけてのロゴデザインなどに影響が見受けられる。

## 学生時代とキャリア初期
ハーブ・ルバーリンは17歳でクーパー・ユニオン（Cooper Union）に入学し、すぐにタイポグラフィーのコミュニケーション手段としての可能性に魅せられていった。ガートルード・スナイダー（Gertrude Snyder）は、この時期のルバーリンは書体を変えることによって人に与える効果の違いにひどく感銘を受けており、いつも「タイポグラフィーの効果によって、音や言葉の持つメッセージが増強するように見えることに夢中だった」と書いている。
1939年の卒業後、ルバーリンは職探しに奔走する。彼は週2ドルという端金（2006年の貨幣価値で約100ドル）の賃上げ交渉をしたところディスプレイ会社を解雇されたのだった。ルバーリンは結局ライス広告社（Reiss Advertising）に拾われ、後にアートディレクターとして20年間勤めることになるサドラー・アンド・ヘネシー社（Sudler & Hennessey）で働いた。最終的に、個人事務所を開く前には副社長兼クリエイティブ・ディレクターまで登り詰めることとなった。

## 開業

### エロス誌とファクト誌
個人事務所を手に入れたルバーリンは、ポスターや雑誌のデザインからパッケージデザイン、アイデンティティ管理までたくさんの幅広いプロジェクトを自由に抱えることができた。この頃ルバーリンは、ラルフ・ギンズバーグが発行した雑誌 エロス、ファクト、そしてアヴァンギャルドで一躍有名となった。エロスは、急成長するカウンター・カルチャーの中でセクシュアリティーと実験精神の向上による美を謳った雑誌であるが、アメリカ合衆国郵便公社よりわいせつ雑誌に指定され、すぐに廃刊となった。この雑誌の反体制的な感傷主義は、メインストリームメディアで活動ができない素人作家達を沸かせた。ファクト誌の編集者ウォーレン・ボロソン（Warren Boroson）は「ほとんどのアメリカの雑誌はリーダーズ・ダイジェスト誌（Reader’s Digest）のまねで、砂糖みたいに甘ったるくて素敵なものに溺れきっている。ファクト誌だけがスパイスを独り占めしている」と書いている。当時の雑誌の衝撃的なデザインテンプレートにならうことなく、ルバーリンはクオリティーの高いイラストとセリフの力強いタイポグラフィーのバランスから成立する優雅でミニマルなトーンを選んだ。雑誌は限られた予算内で発行されていたので、ルバーリンはコーティングしていない紙にモノクロ印刷を余儀なくされ、タイプフェイスは1〜2種類に制限し、複数のクリエイターではなく1人のアーティストに全てのイラストを依頼することで大量購入割引をさせていた。仕上がりは「アングラ新聞のみすぼらしい見た目やタブロイド誌のけばけばしいタイポグラフィー」ではなく、雑誌に内在するセンチメンタリズムを強調するミニマルで大胆なものとなった。ファクト誌は「保守党の無意識：バリー・ゴールドウォーターのマインド特集号」と題した論文を書き、共和党の大統領候補バリー・ゴールドウォーターによる数年にも及ぶ訴訟を起こされる。ゴールドウォーターは9万ドルを勝ち取り、ファクト誌を倒産に追い込んだ。

### アヴァンギャルド誌

#### ロゴ
ルバーリンとギンズバーグは、一つの雑誌の終わりを新しい創造の機会ととらえ、6カ月後にアヴァンギャルド誌を出版した。雑誌のロゴ制作は非常に難しく、特にタイトル内の文字の形がバラバラでうまく合わないというのが理由であった。ルバーリンは「先進的、革新的、そしてクリエイティブ」な印象というギンズバーグの要望を受け入れ、文字をぴったりと組み合わせ、未来的で個性豊かなロゴに仕上げた。デザイン業界では、このロゴの完全なタイプセットに対する需要が増大し、ルバーリンは自身が立ち上げたインターナショナル・タイプフェイス・コーポレーション社（International Typeface Corporation, ITC）から1970年、ITCアヴァンギャルド（ITC Avant Garde）を発売した。しかし、ルバーリンはすぐにアヴァンギャルドが誤用や乱用されている事に気付いたが、時は既に遅く、アヴァンギャルドはあらゆる場所で利用されてしまい、1970年代を代表するフォントにまでなってしまった。AIGA受賞者でルバーリンの友人であるスティーブン・ヘラー（Steven Heller）は「多過ぎる合字（中略）を、タイポグラフィー的な見た目をいうものを全く考えないデザイナーによって誤用されている」と書き、更に「アヴァンギャルドはルバーリンの署名のようなものだ、彼の手に掛かってこそ個性を発揮できる。他の人にとっては、出来損ないのフーツラ風の書体にすぎない」と続けた。ITCアヴァンギャルドのその後とは関係なく、ルバーリンによるこの雑誌のロゴはタイポグラフィック・デザインに今なお多大な影響力を誇っているようである。

#### 紙面デザイン
アヴァンギャルド誌はルバーリンにとって大規模なタイポグラフィー的実験の機会となった。ページのフォーマットは11インチ×14インチでハードカバー製本され、ルバーリンのレイアウトと相まった高いクオリティーは、ニューヨークのデザイン業界の注目の的となった。時には、当時では斬新なアイデアであったが、1ページ全面をタイポグラフィーに割り当てることもあった。近年では、ローリング・ストーン誌（Rolling Stone）のアートディレクター、フレッド・ウッドワード（Fred Woodward）がこの手法を多用している。写真家としてのキャリアもあったギンズバーグは、「ハーブはグラフィック面でのインパクトを与えてくれた。彼の意見を受け容れないなんて考えられないし、そもそも意見が違ったことがほとんどない」として、雑誌の見た目をすべてルバーリンに任せていた。ある号ではピカソのエロチックな版画のポートレートを取り上げ、ルバーリンはさまざまな色で印刷したり、反転させたり、ごてごてした背景の上に重ねて印刷したりと、喜々として自分の感性を作品に注ぎ込んだ。しかしアヴァンギャルド誌もヌードモデルでアルファベットを作った特集号によって検閲官の逆鱗に触れてしまった。ラルフ・ギンズバーグは投獄され、発行部数25万部を越えてなお売り上げを伸ばしていた雑誌は発行中止となった。

### U&lc誌
ルバーリンは最晩年の10年間をさまざまな活動に費やしたが、特にタイポグラフィー専門誌であるU&lc誌と新設したITC社に力を注いでいた。U&lc誌（Upper and Lower Case〈大文字と小文字〉の頭文字）はルバーリンのデザイン発表の場でもあり、タイポグラフィーを新たな水準へと押し上げる場でもあった。スティーブン・ヘラーは、U&lcは書体デザインに形の完璧な組み合わせ方や画期的な変化をもたらし、エミグレ誌の先駆けとなり、彼のその後の成功の礎となったと語った。「U&lcで彼は、レタリングがどこまで崩せるか、どこまで表現できるかを調査していたんだ。ルバーリンのおかげで、多面的なタイポグラフィーというものが出来上がったんだ」とも述べている。ルバーリンはこの雑誌によって手に入れた自由を謳歌していた。彼は「今では、私はデザイナー達が欲しがる物を手に入れたよ。幸運にも幾つかは達成することができそうだ。私は自分自身がクライアントだ。誰からもああしろこうしろなんて言われないんだよ」と述べたといわれている。